# Philippe Olmi
Pour les articles homonymes, voir Olmi.
Philippe Olmi, né le 4 août 1891 à Nice (Alpes-Maritimes) et mort le 1er mai 1980 dans la même commune, est un homme politique français.

## Biographie
Ancien combattant de la Première Guerre mondiale, titulaire de la croix de guerre, il entame en 1919 une carrière d'ingénieur d'abord dans le domaine de la chimie avant de renouer avec sa formation agronomique et de prendre la tête d'une exploitation agricole dans le Var, tout en entamant une carrière politique locale : en 1931, il est élu conseiller d'arrondissement à Nice.
Mobilisé en 1939, il participe ensuite à la Résistance.
Membre du Parti républicain et social de la réconciliation française, fondé par les anciens du PSF, il est candidat aux élections législatives de juin 1946 sur la liste menée par Jean Médecin, il n'est élu qu'aux élections suivantes, en novembre, et siège alors sur les bancs de l'union des républicains d'action sociale.
L'année suivante, il emporte la mairie de Villefranche-sur-Mer.
De nouveau candidat aux législatives sur la liste de Jean Médecin en 1951, il bénéficie de l'apparentement de cette liste de centre-droit avec celle du RPF d'Édouard Corniglion-Molinier et siège à l'assemblée nationale pour un deuxième mandat.
En début de législature, il s'illustre dans la défense de l'école privée.
Brièvement secrétaire d'État dans le gouvernement de Joseph Laniel (1953-54), il défend des positions de plus en plus clairement à droite.
En 1956, il ne sollicite pas le renouvellement de son mandat de député. Il se consacre alors principalement à sa commune et au lancement d'un journal, L'Action Nice Côte d’Azur.
Il a eu neuf enfants de Blandine Louche-Pélissier. Il est le grand-père de Véronique Olmi.

## Détail des fonctions et des mandats
Fonction ministérielle
- 2 juillet 1953 - 12 juin 1954 : secrétaire d'État à l'Agriculture des gouvernements Joseph Laniel

Mandat parlementaire
- 10 novembre 1946 - 1er décembre 1955 : député CNIP des Alpes-Maritimes (1946-1955)

Mandat local
- 1947 - 1965 : maire de Villefranche-sur-Mer